# Дрезденский белый бриллиант

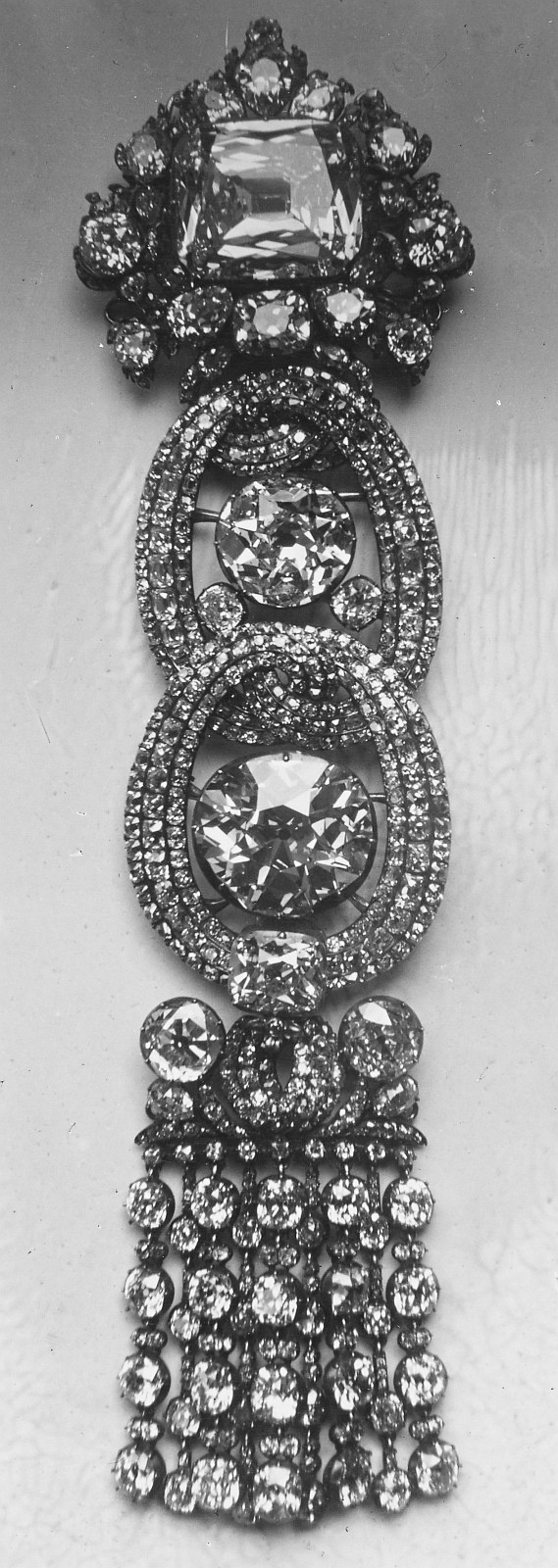
Бриллиант в эполете

Дрезденский белый бриллиант или Саксонский белый бриллиант (нем. Sächsischer Weißer Diamant) — бриллиант весом 50 карат. Находился во владении Саксонии с 1728 года. Драгоценный камень был вставлен в эполет бриллиантового набора. Эполет был украден из Дрезденского дворца-резиденции 25 ноября 2019 года.
Драгоценный камень был приобретён саксонским курфюрстом Августом Сильным у гамбургского ювелира в феврале 1728 года. Сын и преемник Августа Фридрих Август II поручил ювелиру Андре Жаку Паллару изготовить драгоценность для Ордена Золотого руна. В начале 1746 года ювелир Андре Жак Паллар изготовил украшение для ордена Золотого руна. Помимо саксонского белого бриллианта, в него был вставлен более известный дрезденский зеленый бриллиант. В декабре 1768 года пражский ювелир Франц Михаэль Деспах разобрал работу Паллара, поскольку молодой курфюрст Фридрих Август III не был принят в орден Золотого руна, и использовал часть драгоценности для эполета. Однако часть украшения с белым бриллиантом, а также другие части украшения были заложены, чтобы получить деньги, поскольку дрезденский двор был вынужден выплачивать дань Пруссии после поражения в Семилетней войне.
Когда заложенные ценности вновь вернулись в Дрезден, Кристиан Август Глобиг восстановил эполет в том виде, в котором он и был выставлен в Ювелирной комнате «Зелёный свод» вплоть до 24 ноября 2019 года. Во время кражи со взломом 25 ноября 2019 года эполет из Бриллиантового набора с белым дрезденским бриллиантом был украден вместе с другими драгоценностями.
С тех пор как в 1746 году бриллиант был вправлен в эполет, не было возможности точно измерить непосредственно вес самого бриллианта. Существует два различных варианта: 49,71 карат и 49,84 карат.